# Łozuwatka (hromada Wysznewe)
Łozuwatka (ukr. Лозуватка) – wieś na Ukrainie, w obwodzie dniepropetrowskim, w rejonie kamjańskim, w hromadzie Wysznewe. W 2001 liczyła 1142 mieszkańców, spośród których 1071 wskazało jako ojczysty język ukraiński, 44 rosyjski, 2 mołdawski, 23 węgierski, 1 rumuński, a 1 białoruski.